# Ничего себе поездочка 2: Смерть впереди
«Ничего себе поездочка 2: Смерть впереди» (англ. Joy Ride 2: Dead Ahead) — американский фильм ужасов 2008 года режиссёра Луи Морно, выпущенный сразу на DVD. Является продолжением фильма «Ничего себе поездочка» с Стивом Заном, Полом Уокером и Лили Собески. Режиссёр — Луис Морно. В главных ролях — Марк Гиббон, Никки Эйкокс, Ник Зано, Кайл Шмид и Лора Джордан. В 2014 году  также вышло продолжение фильма «Ничего себе поездочка 3».

## Сюжет
Мелисса и Бобби едут в Лас-Вегас, чтобы пожениться. По дороге сестра Мелиссы, Кайла, встречает парня по имени Ник, с которым познакомилась в Интернете. Ребята решают весело отдохнуть в столице азартных игр, но их машина ломается, и они оказываются одни в пустынной местности.
Единственный дом неподалёку был пуст, а в гараже стояла машина. Ребята решают одолжить её, оставив записку с извинениями и номером телефона Мелиссы для хозяина. Как позже выяснят ребята, машина принадлежала маньяку-дальнобойщику по прозвищу Ржавый гвоздь.
Когда они останавливаются в местной закусочной, Кайла показывает средний палец какому-то дальнобойщику, а Ник в самом заведении на всю округу кричит, что все они просто никто. Через минуту Бобби уходит в туалет, а Мелиссе звонит какой-то человек, и она догадывается, что это хозяин машины.
Мелисса обещает, что они вернут машину и плату за разбитое стекло и дверь, но только чтобы он не шёл в полицию. Дальнобойщик отвечает ей: «Я никогда не хожу в полицию, и вы тоже не пойдете, потому что у меня тоже есть кое-что ваше…». Мелисса с ужасом понимает, что маньяк-дальнобойщик похитил Бобби. Девушка в отчаянии связывается с маньяком по рации, он говорит, что знакомые называют его «Rusty Nail», что означает «Ржавый гвоздь». Это был тот самый маньяк, который таинственно исчез в первом фильме. Также он сказал, что до конца их ссоры, точнее до того, как она уляжется, пройдет ещё очень много времени. «Скоро вы поймете, каково это, когда у тебя берут то, что принадлежит тебе…»
Мелисса спрашивает, чего он хочет. Он потребовал палец Кайлы, тот самый, какой она показала ему. Девушки и Ник решают обхитрить его, достав палец женщины из морга. Маньяк назначает встречу, но говорит, чтобы Мелисса приехала одна. Когда она приезжает, то видит, что грузовик припаркован где-то в пустоши, а Ржавый Гвоздь заставляет её медленно раздеваться, якобы для того, чтобы убедиться, что у неё нет оружия. Когда это было закончено, девушка подносит палец к подножке грузовика, но узнает, что там сидит не маньяк, а какой-то другой дальнобойщик.
Мелисса снова связывается с ним, и он говорит, что теперь Ник должен вырядиться женщиной и найти дурь в том месте, где живут и веселятся дальнобойщики. Когда он там ходил, Ржавый Гвоздь схватил и его. Мелисса и Кайла садятся в машину и преследуют грузовик. Вскоре они потеряли его из виду, но неожиданно он появился сзади с явным намерением их задавить.
Они пытаются уехать от него, но маньяк уже похозяйничал над машиной и она не могла развить достаточную скорость, чтобы уйти от грузовика. Машина переворачивается. Кайла застревает, но говорит Мелиссе, что если она ускользнет через боковую сторону машины, то дальнобойщик её не заметит. Грузовик разгоняется, чтобы снести машину, и Кайла перед смертью снова показывает ему средний палец. Однако план сработал, и маньяк думает, что Мелисса тоже мертва.
В это время он устраивает секретную игру с Ником и Бобби. В итоге, Ник погибает. Маньяк решает поиздеваться над Бобби, повесив его на цепи, но Мелисса оглушает тут же его лопатой. Бобби пытается выбраться, в то время как Мелисса на грузовике едет в компании маньяка, которому удалось забраться в машину. Девушка от безысходности едет к обрыву, и в итоге грузовик Ржавого Гвоздя падает. В последний момент ей удалось выбраться и друзья решают, что маньяк погиб.
В конце фильма показано, как она с Бобби стоит над обрывом, а также сказано о женщине, у которой по дороге сломалась машина. К ней подъезжает совершенно новый красный грузовик, и голос Ржавого Гвоздя говорит: «Залезай, подвезу».

## В ролях
- Никки Эйкокс — Мелисса
- Ник Зано — Бобби Сингер
- Лора Джордан — Кайла
- Кайл Шмид — Ник
- Марк Гиббон — «Ржавый гвоздь»

## История создания
Съёмки проходили в Британской Колумбии, в Канаде в окрестностях городов Каше Крик, Кэмлупс и Ванкувер. Первоначально картину планировалось выпустить под названием Ничего себе поездочка 2: Конец дороги (англ. Joy Ride 2: End of the Road).
Съёмки картины, как и в случае с первым фильмом, осуществлены по заказу компании 20th Century Fox, правда вторая часть франшизы не выходила в широкий прокат, а была выпущена сразу на DVD.

## Релиз на DVD
Фильм поступил в продажу 7 октября 2008 года, и занял 9 место в списке самых продаваемых DVD, собрав более $1,4 млн с 62 тысяч проданных копий. По последним данным было продано более 200 тысяч копий и заработано $4,3 млн без учёта продаж фильма на Blu-ray и доходов с видео-прокатов.